# Somosfalva
Somosfalva (Cornești), település Romániában, a Partiumban, Máramaros megyében.

## Fekvése
Máramarosszigettől délkeletre, Fejérfalva és Felsőkálinfalva közt fekvő település.

## Története
Somosfalva nevét 1418-ban említette először oklevél Somyafalwa néven. 1465-ben Somos, 1470-ben Somosfalva, 1475-ben Somosfalwa, 1479-ben Samosfalwa,  1475-ben és 1484-ben Somosfalwa, 1808-ban Somfalva, Kornestyi, 1888-ban Somfalu (Kornyesty), 1913-ban Somosfalva néven írták.
1910-ben 459 lakosából 444 román, 14 német volt. Ebből 444 görögkatolikus, 14 izraelita volt. A trianoni békeszerződés előtt Máramaros vármegye Suhatagi járásához tartozott.

## Nevezetesség
- Szent Miklós-fatemplom[1]